# Кидерминстер
Кидерминстер (енгл. Kidderminster) је град у Уједињеном Краљевству у Енглеској. Према процени из 2007. у граду је живело 57.160 становника.

## Становништво
Према процени, у граду је 2008. живело 57.160 становника.
| 1981.  | 1991.  | 2001.  |
| ------ | ------ | ------ |
| 50.385 | 54.644 | 55.348 |

## Партнерски градови
- Хусум